# 盧特沙漠
盧特沙漠（Dasht-e Lut，「空寂的沙漠」），是一座位於伊朗克爾曼省和錫斯坦－俾路支斯坦省之間大的型鹽化沙漠，在世界荒漠面積列表中排名第25。這個沙漠於2016年7月17日被列入聯合國教科文組織（UNESCO）世界遺產名錄。沙漠表面最高溫度曾測到攝氏70.7度（華氏159度），是全球最乾燥與最熱的地方。

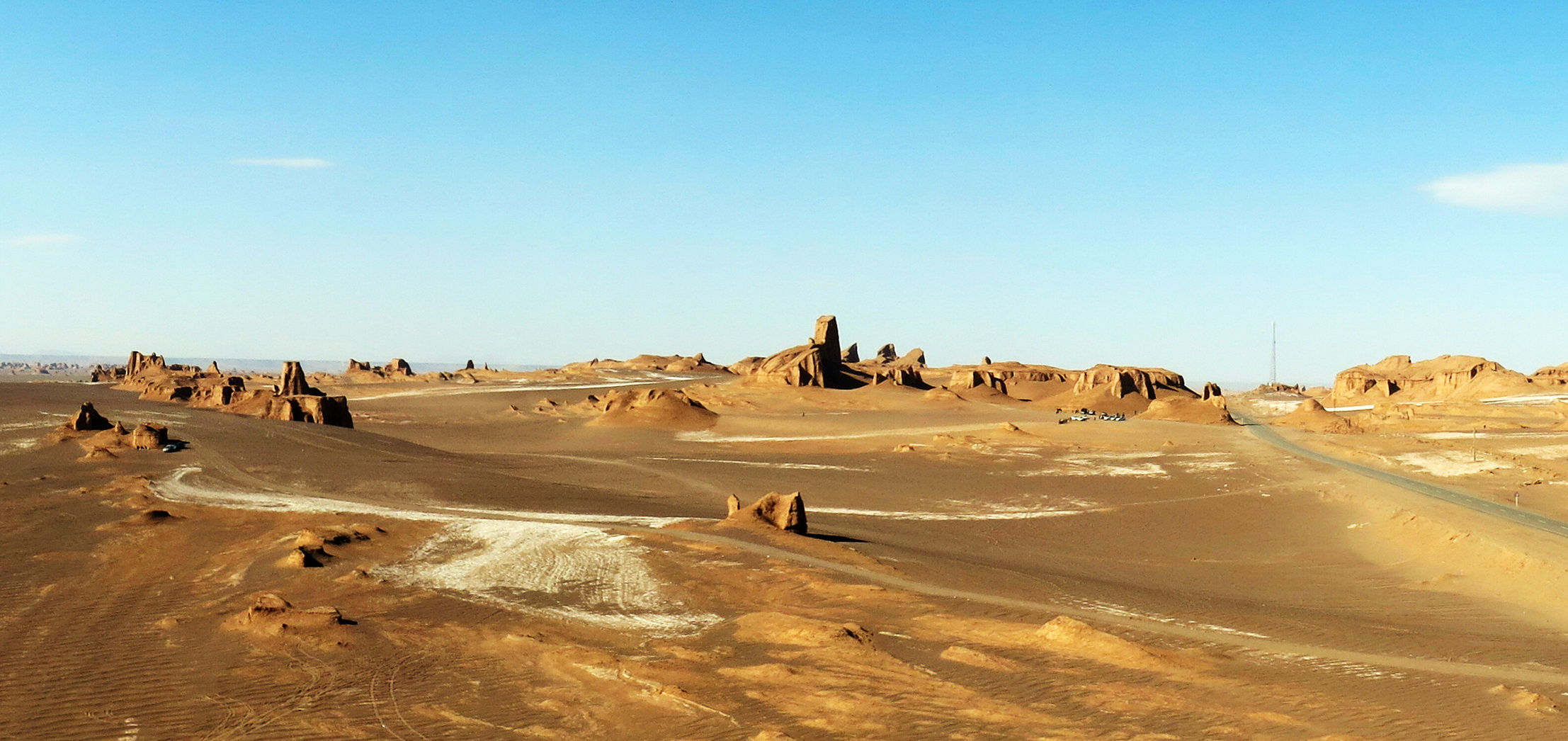
伊朗克爾曼省盧特沙漠的雅丹地貌。

## 描述

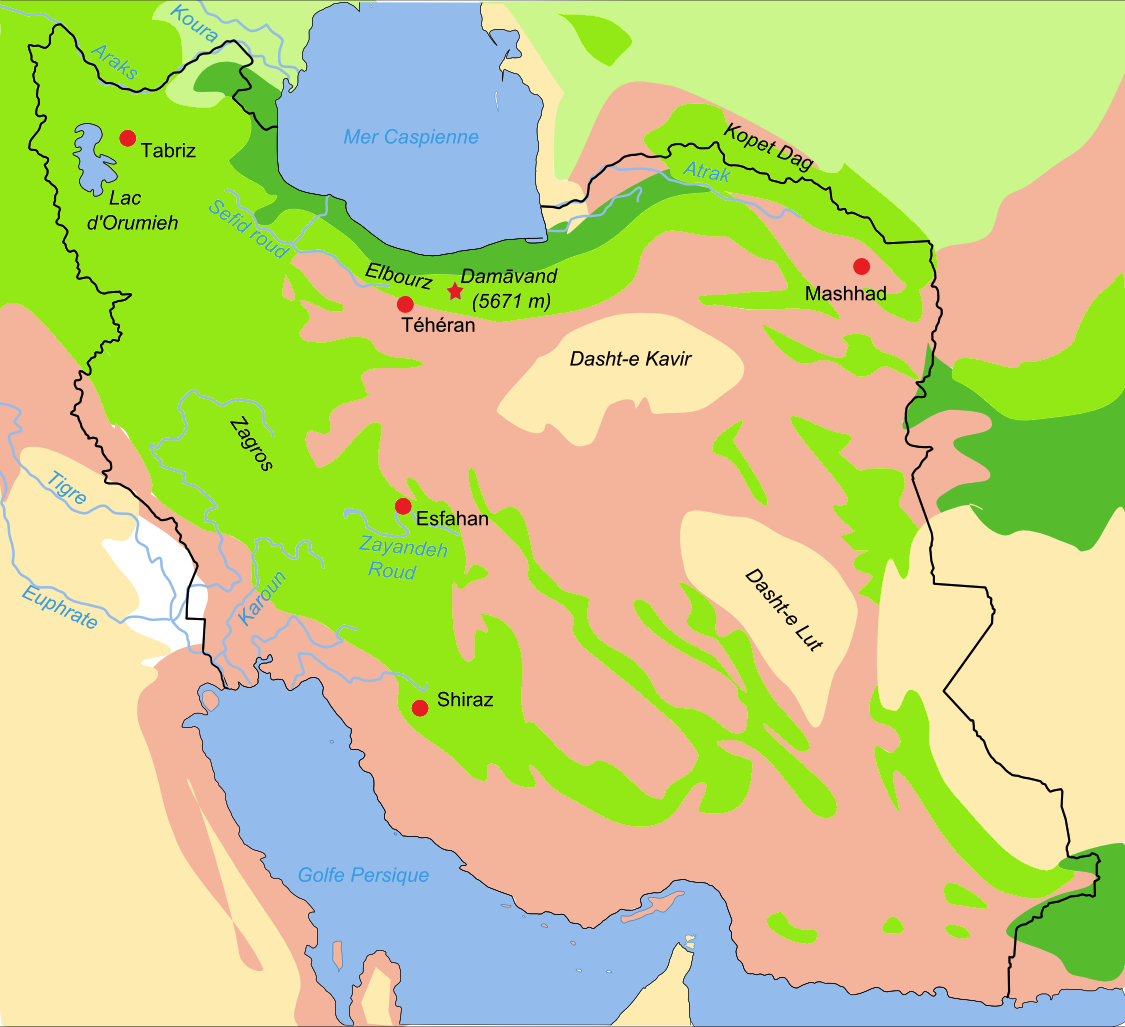
伊朗的群落生境分佈，盧特沙漠呈現為米色橢圓形，在圖中的右方。

伊朗在氣候上是亞非沙漠帶的一部分，這個沙漠帶從西非的維德角一直延伸到離開中國大陸北京不遠的蒙古國。
伊朗的地理環境由被群山環繞的高原組成，成為多個集水區的盆地。 盧特沙漠屬於這些最大沙漠盆地中的一個，長480公里（300英里），寬320公里（200英里）。也被認為屬於世界上最乾燥的地點中的一個。
盧特沙漠的面積約為51,800平方公里（20,000平方英里），面積之大，在伊朗僅次於卡維爾鹽漠（77,600平方公里（30,000平方英里））。在春季的雨季，降雨從克爾曼山脈流下，但只經過一小段時間就很快乾涸，僅在地面留下岩石、沙子、和鹽分。
盧特沙漠的東部是一個低地，佈滿鹽盤。相較之下，沙漠中部被風吹塑成一系列平行的山脊和犁溝，延伸超過150公里（93英里），高度達到75公尺（246英尺）。這個地區也到處是溝壑和滲穴。東南部是一片廣闊平坦的沙地，如同撒哈拉沙漠，其中有沙丘，高度可達300公尺（980英尺），是世界上最高的沙丘之一。

## 地質
根據一項研究，這個沙漠表面的一半以上由火山岩覆蓋。在高溫期間可看到沙漠中的蒸發岩。

## 全球最高地表溫度

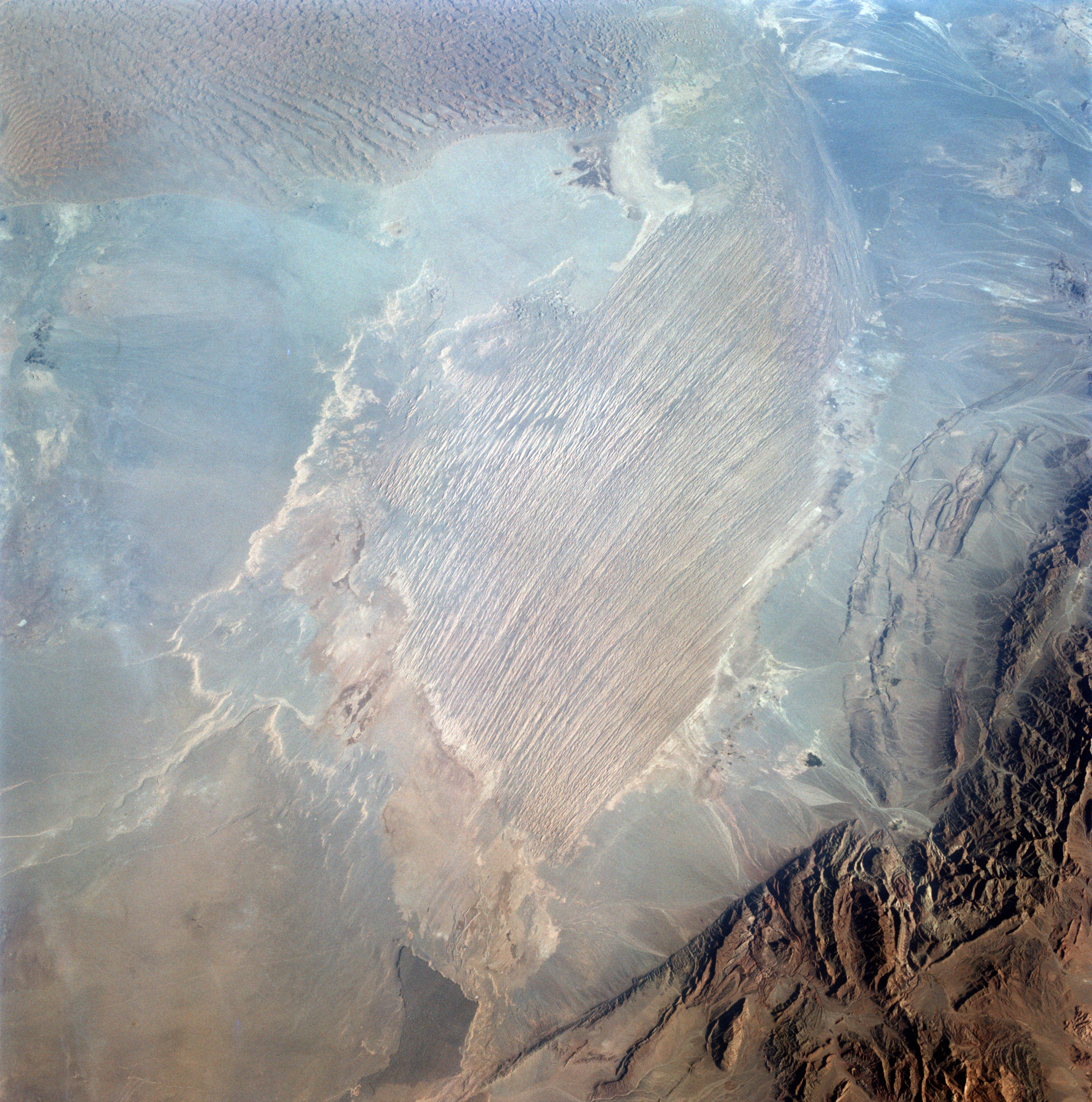
從太空攝到盧特沙漠中的鹽湖區域的相片

2003年到2010年，美國國家航空暨太空總署（NASA）經由名為Aqua (satellite))的人造衛星上的中分辨率成像光譜儀，測得全球地表最高溫處位於盧特沙漠，達到攝氏70.7度（華氏159.3度），但大氣溫度則比地表溫度稍低。
而盧特沙漠中最高地表溫度的是一大片覆蓋深色熔岩，被稱為的高原，這片高原面積約為480平方公里（190平方英里）。根據當地傳說，此名稱的（波斯語意義為「烘小麥」）起源於居民曾將小麥遺留在此地，結果在數天的高溫烘烤下，小麥被烤焦。

## 進一步閱讀
- Sykes, Percy. A History of Persia （页面存档备份，存于）. Macmillan and Company: London (1921). pp. 60–62.

## 外部連結
- NASA image and info
- NASA survey on temperatures around the globe